# 非常公民
《非常公民》（又名：《溥儀和他的五個女人》）是由湖南電廣傳媒股份有限公司節目分公司攝制發行的一部30集電視劇，導演成浩。由黃子華、蔣雯麗、秦海璐、陳瑾、李琳及菱姝主演。

## 劇集簡介
初稿為《溥仪和他的五個女人》﹣﹣根據2012年黄子华在獨角喜劇《娱乐圈血肉史2》中親口承認，后改為《非常公民》。《非常公民》以情感的角度來架構整個故事，它以中国末代皇帝溥儀的情感為中心，以歷史為背景，側重表現溥儀的感情和家庭生活。
展現了溥儀與五個女人之間不同的情感糾葛和命運故事，展示溥儀從一個皇帝到普通公民不為人知的一面......
民國初年，軍閥混戰，末代皇帝溥儀在遺老們的操縱下挑選王妃。在溥儀的輕視和太妃們的明爭暗鬥的中，溥儀迎娶皇后婉容和妃子文繡。文繡是落魄的旗人後代，溫柔老實；婉容接受的是西式教育，生性愛玩。新派的婉容嚮往西式生活，與陳舊的宮廷生活格格不入，但卻得到受洋式教育影響的溥儀的喜歡；傳統的文繡雖然一心想做好皇妃，卻受皇上冷待。
1924年，直奉戰爭爆發，馮玉祥要脅溥儀退位，派軍隊將溥儀等人趕出紫禁城。溥儀只好帶著一后一妃移居攝政王府。在這裡婉容的小姐脾氣乖扈無常，文繡卻很能吃苦，並體諒溥儀，溥儀對她們的態度有了一些變化。由於軍事政變，溥儀只得向日本人尋求保護，一行人躲進了天津日租界。
一心妄圖復辟的溥儀與日本人開始秘密來往。此時的文繡不堪繼續忍受冷落，在妹妹文珊的策劃下，決定與溥儀離婚。剛剛建立的法院受理了皇上的離婚案件，溥儀不甘受法庭審判，可又不得不接受判決。判決後，他又以皇帝的身分下旨廢除了文繡的皇妃稱號。
九一八事變爆發後，日本人加緊對溥儀的拉攏和控制。溥儀受日本人的欺騙，逃到長春，建立了滿洲國傀儡政權。婉容千辛萬苦來到滿洲後，發現自己的皇室夢想破滅，與溥儀之間的隔閡越來越大越來越深。她在最寂寞無助的時候與侍衛李忠發生關係，溥儀發現後氣急敗壞，將婉容打入冷宮，並使出各種手段虐待婉容，並處死了侍衛與嬰兒，婉容最終瘋了......
趁此機會，大日本帝國欲建立有日本人血統的傀儡政權，強迫溥儀迎娶日本人為妻，溥儀極力反對，迎娶旗人譚玉齡為妃。善良的譚玉齡細心呵護溥儀，逐漸得到溥儀喜愛。然而，他們越來越發現自己不過是日本人的傀儡，準備發展護軍，培養親信，但日本人的防範卻很森嚴，在誤以為譚玉齡懷孕後，使出手段，害死譚玉齡，溥儀面對無奈的現實悲痛萬分。
日本人很快又為溥儀挑選了一個從小接受日式教育的李玉琴來填補空缺，溥儀被迫接受。李玉琴與宮裡生活格格不入，溥儀也只是視她為擺設。即使這樣，他們的生活也很快結束。1945年8月15日日本投降，溥儀在倉惶出逃中扔下婉容和李玉琴，獨自到了蘇聯。在艱苦的輾轉中，婉容死在李玉琴懷裡，李玉琴也成為流亡皇后。溥儀在蘇聯的收容所裡戰戰兢兢地過了一段日子，最終被遣送回國，關押在撫順戰犯管理所。
在經歷過錯綜復雜的人生變化後，溥儀終於得到特赦回到北京。他在政協同事和上級領導的關心下，娶醫生李淑賢為妻。成為了普通人的溥儀與李淑賢，共度了十年作為一個普通公民的日子。

## 演員表
| 演员   | 角色     |
| 黃子華 | 溥 儀    |
| 蔣雯麗 | 婉 容    |
| 秦海璐 | 文 綉    |
| 陳 瑾  | 李淑賢   |
| 李 琳  | 譚玉齡   |
| 菱 姝  | 李玉琴   |
| 张 恕  | 川岛芳子 |
| 孙维民 | 吉冈安直 |
| 曹 磊  | 李队长   |
| 佟 俊  | 小明子   |